# Ernst Willi Hansen
Ernst Willi Hansen (* 1944 in Schleswig) ist ein deutscher Historiker.

## Leben
Nach dem Abitur 1965 an der Domschule Schleswig und dem Wehrdienst („SaZ-2“) studierte er von 1967 bis 1974 Geschichtswissenschaft, Politikwissenschaften und Soziologie in Hamburg (Abschluss mit der Promotion zum Dr. phil. mit einer Arbeit über die wirtschaftlichen Mobilmachungsvorbereitungen der Reichswehr 1923–1932). Von 1975 bis 1977 war er wissenschaftlicher Assistent an der Professur für Frühneuzeitliche Geschichte Universität Hamburg (Lehrstuhl Rainer Wohlfeil). Von 1977 bis 2009 war er wissenschaftlicher Mitarbeiter an der Bundeswehruniversität Hamburg; neben Lehrtätigkeit im Bereich der Neueren Geschichte und dem Inter- disziplinären „EGA-Studium“ seit 1989 zugleich Leiter des „EGA-Zentrums“ und in dieser Funktion auch für organisatorische Fragen des Studiums zuständig.

## Schriften (Auswahl)
- Reichswehr und Industrie. Rüstungswirtschaftliche Zusammenarbeit und wirtschaftliche Mobilmachungsvorbereitungen 1923–1932. Boppard am Rhein 1978, ISBN 3-7646-1686-5.
- als Herausgeber mit Bernd Wegner und Gerhard Schreiber: Politischer Wandel, organisierte Gewalt und nationale Sicherheit. Beiträge zur neueren Geschichte Deutschlands und Frankreichs. Festschrift für Klaus-Jürgen Müller. München 1995, ISBN 3-486-56063-8.